# 山梨県旗
山梨県旗（やまなしけんき）は、日本の都道府県の一つ、山梨県の旗。本項では、県旗とデザインの一部が共通する山梨県章（やまなしけんしょう）についても併せて解説する。

## 概要
県章は1966年（昭和41年）に実施された公募で採用されたデザイン案を基に、同年10月1日の県告示第219号により制定された。「人」を3つ並べて「山」を形作り、県民の和と協力を表すと共に、かつて甲斐国を治めていた武田氏の家紋（武田菱）をベースに、富士山の山頂をイメージして四隅がギザギザになった菱形で囲んでいる。
県旗は県章の2ヶ月後、1966年12月1日の県告示第262号により制定された。「人」を3つ並べて「山」を形作っているのは県章と共通であるが、県章と異なり富士山のシルエットをイメージした台形で囲っている。地色の紫は県の特産であるブドウの色であり、人を囲む富士山の白色は清廉・潔白・純粋性を、曲線は流動性と無限の向上を表している。

山梨県章（1966年制定）
参考資料：武田氏の家紋